# 彭度大學足球會
彭度大學足球會（西班牙語：Club Universitario de Pando）是一支玻利維亞足球會，位於潘多省，現時於玻甲作賽。球隊主場為大學營球場，能容納超過一萬人。